# Бьюкенен, Клавдий
Клавдий Бьюкенен (англ. Claudius Buchanan; 1766—1815) — шотландский богослов, проповедник и миссионер; священник английской церкви, член «Church Mission Society».

## Биография
Клавдий Бьюкенен родился 12 марта 1766 года в Камбусленге (англ. Cambuslang) близ города Глазго. учился в Куинз-колледже Кембриджского университета и Университете Глазго.
В 1796 году Бьюкенен отправился в Калькутту на работу в Британской Ост-Индской компании в качестве священника, где сделался одним из самых ревностных деятелей по распространению христианской цивилизации на равнинах реки Ганг.
Когда генерал-губернатор Индии лорд Ричард Уэлсли основал в 1800 году в Форт-Уильяме новый учебный и научный центр востоковедения, Клавдий Бьюкенен стал его главным помощником и был назначен директором Колледжа, который имел двоякую цель: распространять среди туземцев европейскую образованность и познакомить агентов Ост-Индской компании с языками, литературой, историей и правами тех стран, которыми компания была призвана управлять. До 1830 года Колледж Форт-Уильяма был одним из наиболее влиятельных научных центров в Северной Индии.
Вместе с тем Бьюкенен задался мыслью организовать церковное устройство Ост-Индии по образцу англиканского. Проект свой он представил правительству в «Mémoire sur l’utilité d’une constitution ecclésiastique pour l’Inde». В 1802 году, по возвращении в Англию, он рядом брошюр и статей старался завоевать в пользу своего плана общественное мнение и достиг того, что при возобновлении парламентом 1814 году хартии Ост-Индской компании, проект его был внесён в дополнительные её пункты и приведен в исполнение.
Помимо этого Бьюкенен трудился также над переводом Евангелия на индусский и персидский языки. Его «Christian researches in India» были напечатаны в 1858 году.
Клавдий Бьюкенен умер 9 февраля 1815 года в  Броксборне (англ. Broxbourne) в графстве Хартфордшир.

## Избранная библиография
- «Mémoire sur l’utilité d’une constitution ecclésiastique pour l’Inde»,
- «Christian researches in India»
- «Colonial Ecclesiastical Establishment» (Лондон, 1813)